# 동아프리카 전역 (제1차 세계 대전)
동아프리카 전역은 제1차 세계 대전의 일련의 전투 및 유격전으로, 독일령 동아프리카(GEA)에서 시작하여 모잠비크, 로디지아, 동아프리카 보호령, 우간다, 벨기에령 콩고의 일부 지역으로 확산되었다. 이 전역은 1917년 11월 독일군이 모잠비크에 진입하여 포르투갈 보급품으로 연명하며 작전을 계속하면서 독일령 동아프리카에서는 거의 끝이 났다.
중령(후에 소장) 파울 폰 레토포어베크가 이끄는 독일 식민지군의 전략은 연합군을 서부 전선에서 아프리카로 분산시키는 것이었다. 그의 전략은 1916년 그가 독일령 동아프리카에서 쫓겨난 후 혼합된 결과를 가져왔다. 아프리카 전역은 다른 전선에 사용될 수 있었던 상당한 양의 돈과 전쟁 물자를 소모했다.
동아프리카의 독일군은 전쟁 내내 싸웠고, 1918년 11월 14일 07:30에 휴전 소식을 들었다. 양측은 확인을 기다렸고, 독일군은 11월 25일에 공식적으로 항복했다. 독일령 동아프리카는 영국의 탕가니카 영토와 벨기에의 르완다-우룬디로 나뉘는 국제연맹 B급 위임통치령이 되었고, 키옹가 삼각지는 포르투갈에 양도되었다.

## 배경

### 독일령 동아프리카

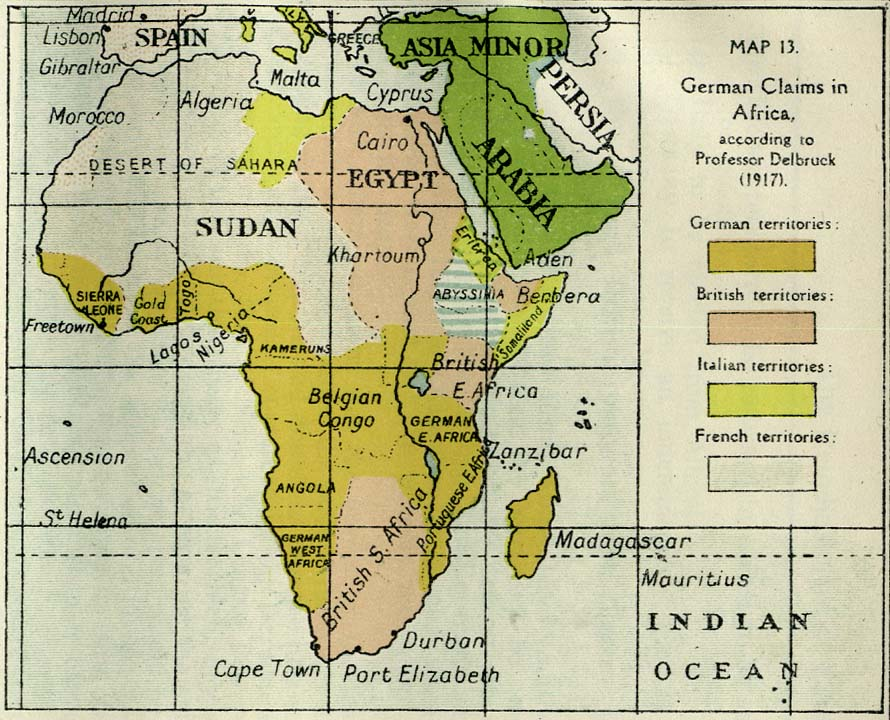

독일령 동아프리카(Deutsch-Ostafrika)는 1885년에 독일인에 의해 식민화되었다. 이 영토는 384,180 mi2 (995,000 km2)에 걸쳐 있었고 오늘날의 르완다, 부룬디, 탄자니아 지역을 포함했다. 식민지의 원주민 인구는 750만 명이었고 5,300명의 유럽인이 통치했다. 식민지 체제는 비교적 안정적이었지만, 이 식민지는 최근 1904년-1905년의 마지 마지 반란으로 흔들렸다. 독일 식민지 행정부는 260명의 유럽인과 2,470명의 아프리카인으로 구성된 군사 슈츠트루페("보호군")를 소집할 수 있었고, 예비군 란트슈투름의 일원인 2,700명의 백인 정착민과 소규모 준군사 국가 헌병도 소집할 수 있었다.
유럽에서 제1차 세계 대전이 발발하자 독일 식민지 확장에 대한 인기가 높아지고 유럽에서 부활하는 독일 제국과 병행할 독일 중앙아프리카(Deutsch-Mittelafrika)가 탄생했다. 미텔아프리카는 주로 벨기에령 콩고가 점유한 영토를 병합하여 동아프리카, 남서아프리카, 서아프리카의 독일 식민지를 연결하는 것을 포함했다. 이러한 병합은 독일이 중앙아프리카를 지배할 수 있게 하고 독일을 아프리카에서 가장 강력한 식민지 강대국으로 만들었을 것이다.
아프리카의 독일 식민지 군대는 약했고, 장비가 미흡했으며, 광범위하게 분산되어 있었다. 독일 식민제국에서 가장 큰 군사 집중지는 동아프리카에 있었다. 상대방보다 더 잘 훈련되고 경험이 많았지만, 많은 독일 병사들은 모델 1871 소총과 같이 흑색 화약을 사용하여 사격수의 위치를 노출시키는 구식 무기에 의존했다.
연합군의 군대도 장비 불량과 소규모라는 비슷한 문제를 안고 있었다. 대부분의 식민지 군대는 불안이나 반란을 진압하기 위한 지역 준군사 경찰 역할을 하도록 의도되었다. 이들은 외국 군대와 싸우도록 장비되거나 조직되지 않았다.

### 독일 전략
파울 폰 레토포어베크 중령이 이끄는 동아프리카 독일군의 목표는 연합군과 보급품을 유럽에서 아프리카로 분산시키는 것이었다. 중요한 영국 우간다 철도를 위협함으로써 레토포어베크는 영국군이 동아프리카를 침공하도록 강요하여 그곳에서 방어전을 펼칠 수 있기를 바랐다. 1912년 독일 정부는 군대가 내륙으로 철수하여 유격전을 벌이는 동아프리카 방어 전략을 수립했다. 동아프리카의 독일 식민지는 중립적인 벨기에령 콩고에 위협이 되었지만 벨기에 정부는 아프리카에서 중립을 계속 유지하기를 바랐다. 콩고 공안군은 1914년 8월 15일까지 방어 전략을 채택할 수밖에 없었는데, 그 날 탕가니카 호수의 독일 선박들이 모콜로부 항구를 폭격하고 일주일 후 루쿠가 기지를 폭격했기 때문이다. 일부 벨기에 관리들은 동아프리카에서의 적대 행위를 아프리카에서 벨기에의 영토를 확장할 기회로 보았다. 르완다와 우룬디를 점령하면 드 브로케빌 망명 정부가 전쟁 후 벨기에의 복구를 보장하는 데 협상력을 높일 수 있었다. 베르사유 조약의 전후 협상 기간 동안, 식민지 장관 쥘 랭킨은 벨기에령 콩고의 해안선을 더 길게 만들기 위해 독일령 동아프리카에서의 벨기에 영토 획득을 북앙골라의 포르투갈 할당량과 교환하려고 했다.

## 초기 전투, 1914년–1915년

### 발발 및 초기 독일군의 공격

영국령 동아프리카와 독일령 동아프리카의 총독들은 전쟁을 피하고 싶었고, 현지 군사령관과 본국 정부의 의사와는 달리 1885년 콩고법에 기초한 중립 협정을 선호했다. 이 협정은 분쟁 초기 몇 주 동안 혼란을 야기했다. 7월 31일, 비상 계획을 실행하며 순양함 SMS Königsberg은 영국 상선에 대한 작전을 위해 다르에스살람에서 출항했다. 영국은 쾨니히스베르크를 추적하고 침몰시킬 준비를 하기 위해 희망봉 전대에서 순양함을 보냈지만, 간신히 그들을 피했다. 영국은 8월 4일에 전쟁을 선포했다. 8월 5일, 우간다 보호령의 병력은 빅토리아 호수 근처의 독일군 강가 초소를 공격했다.
같은 날, 영국 전시 내각은 동아프리카를 점령하여 해적들의 기지를 제거하기 위해 인도 원정군(IEF)을 파견하기로 결정했다. 8월 8일, 영국 왕립 해군 순양함 HMS Astraea가 다르에스살람의 무선 기지를 포격했다. 아스트라이아 함장은 도시가 개방 도시로 남아 있는 조건으로 휴전에 동의했다. 이 협정은 폰 레토포어베크와 그의 명목상 상급자인 하인리히 슈네 총독 사이에 불화를 야기했는데, 슈네 총독은 이 협정을 반대하고 나중에 무시했다. 아스트라이아 함장도 그의 권한을 넘어선 것에 대해 질책을 받았다. 탕가 전투 이전에, IEF가 그곳에 상륙하려고 했을 때, 영국 왕립 해군은 협정을 파기할 것이라고 경고해야 한다고 느꼈고, 기습의 기회를 잃었다.
1914년 8월, 두 총독이 부과한 제한에도 불구하고 두 식민지의 군사 및 준군사 병력이 동원되었다. 동아프리카의 독일 슈츠트루페는 모든 계급의 독일인 260명과 아스카리 2,472명을 보유했으며, 이는 영국령 동아프리카 식민지의 아프리카 왕립 소총대 (KAR) 두 개 대대에 해당한다. 8월 7일, 모시의 독일군에게 중립 협정이 종료되었으며 국경을 넘어 습격하라는 명령이 전달되었다. 8월 15일, 노이 모시 지역의 아스카리는 전역의 첫 공격 작전을 수행했다. 두 개 아스카리 중대(300명)가 킬리만자로산의 영국령 지역인 타베타를 점령했으며, 영국군은 상징적인 일제 사격을 하고 질서정연하게 후퇴했다. 탕가니카호의 아스카리 분견대는 벨기에 시설을 습격하여 증기선 코뮌호를 파괴하고 호수 통제권을 얻으려 했다. 독일군은 아직 영국의 동맹이 아닌 포르투갈의 의도를 확신하지 못했다. 8월 24일, 독일군은 루부마강을 넘어 포르투갈 전초 기지를 공격하여 외교적 마찰을 일으켰으며, 이는 간신히 해결되었다.
9월, 독일군은 영국령 케냐와 우간다 깊숙이 습격을 시작했다. 빅토리아 호수에서 독일 해군의 전력은 단 하나의 폼폼포 대포로 무장한 예인선 킹가니호로 제한되었고, 이는 경미한 손상을 입히고 큰 소음을 냈다. 영국군은 우간다 철도 호수 증기선 SS William Mackinnon, SS Kavirondo, SS Winifred, SS Sybil를 임시 포함으로 무장시켰다. 이들은 킹가니호를 포획했고, 독일군은 이를 자침시켰다. 독일군은 나중에 킹가니호를 인양하여 포를 해체하고 수송선으로 사용했다. 킹가니호가 비무장화되고 "이빨이 제거되면서, 빅토리아 호수에서 영국의 지배권은 더 이상 논쟁의 여지가 없었다."

### 영국 육상 및 해상 공세

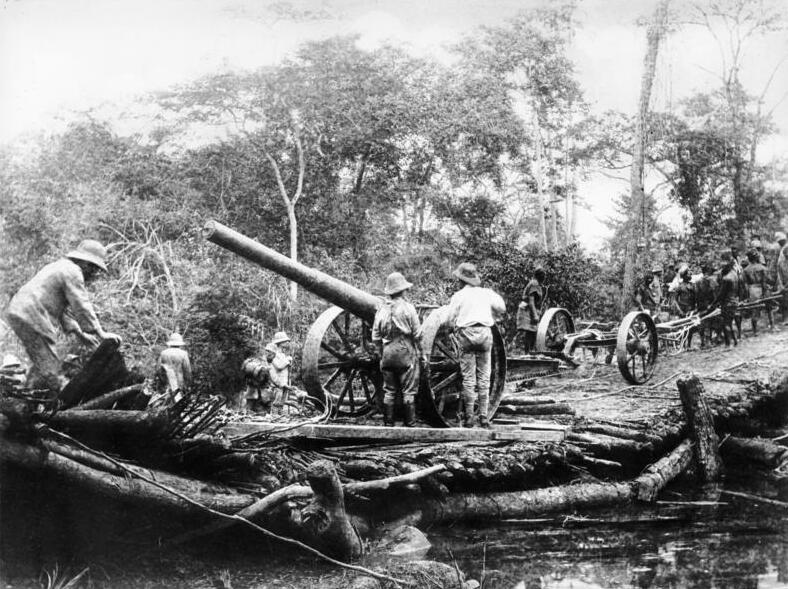

습격의 성가심을 해결하고 독일 식민지의 북부 식민화된 지역을 점령하기 위해 영국은 양면 침공 계획을 고안했다. 1914년 11월 2일, 두 개 여단으로 구성된 인도 원정군 "B"는 탕가에 상륙하여 도시를 점령하고 우삼바라 철도의 인도양 종점을 통제할 예정이었다. 킬리만자로 지역에서는 1914년 11월 3일, 한 개 여단으로 구성된 인도 원정군 "C"가 영국령 동아프리카에서 노이모시로 진격하여 철도 서쪽 종점으로 향할 예정이었다 (킬리만자로 전투 참조). 탕가를 점령한 후 인도 원정군 "B"는 북서쪽으로 빠르게 이동하여 인도 원정군 "C"와 합류하고 남아 있는 독일군을 소탕할 예정이었다. 탕가에서 8대 1, 롱기다에서 4대 1로 수적 열세에도 불구하고 폰 레토포어베크 휘하의 슈츠트루페는 승리했다. 영국 공식 역사서(1941)의 동아프리카 편에서 찰스 호르던은 이 사건을 "영국 군사 역사상 가장 주목할 만한 실패 중 하나"로 묘사했다.
정규군 두 개 연대가 동아프리카 전역에서 싸웠다. 로열 노스 랭커셔 연대 제2대대는 인도 원정군 B와 함께 탕가를 점령하려던 부대로, 그 후 영국령 동아프리카와 독일령 동아프리카 국경에 주둔했다. 제25 (변경주민) 대대, 왕립 푸질리어스 연대는 1915년 초 동아프리카 근무를 위해 창설되어 전쟁 내내 복무했다. 1914년-1915년에 로디지아에서 식민지 주민들이 공급되었고, 여기에는 제2 로디지아 연대, 니아살랜드 야전군, 그리고 1916년 2월에 도착한 남아프리카 해외 원정군을 포함한 남아프리카 병력이 포함되었다.
독일 황립해군의 쾨니히스베르크는 전쟁 선포 시 인도양에 있었다. 잔지바르 전투에서 쾨니히스베르크는 잔지바르 항구에서 오래된 방호순양함 HMS Pegasus를 침몰시킨 후 루피지강 삼각주로 퇴각했다. 오래된 전노급함을 포함한 영국 케이프 전대 군함들에 의해 포위된 후, 영국에서 6 인치%s 포를 장착한 두 대의 얕은 수심 모니터함이 들여와 1915년 7월 11일에 순양함을 파괴했다. 영국은 페가수스호에서 여섯 대의 4 인치%s 포를 인양하여 페기포로 알려지게 되었고, 쾨니히스베르크의 승조원과 4.1 인치%s 주포는 슈츠트루페가 인수하여 적대 행위가 끝날 때까지 사용되었다.

### 탕가니카 호수 탐험
독일군은 전쟁 발발 이래로 호수를 통제하고 있었으며, 무장 증기선 세 척과 비무장 모터보트 두 척을 보유하고 있었다. 1915년, 각각 3파운더 포와 맥심 기관총으로 무장한 두 척의 영국 모터보트, HMS 미미와 투투는 육로로 3,000 마일%s을 이동하여 탕가니카 호수의 영국 해안에 도달했다. 이들은 12월 26일 독일 함정 킹가니호를 나포하여 HMS Fifi로 이름을 바꿨고, 사령관 제프리 스파이서심슨의 지휘 아래 두 척의 벨기에 함정과 함께 독일 함정 헤드비히 폰 비스마르크를 공격하여 침몰시켰다. 그라프 폰 괴첸과 비무장 모터보트 와미호는 호수에 남은 유일한 독일 함정이 되었다. 1916년 2월, 와미호는 요격되어 승조원에 의해 해변으로 끌려가 불탔다. 레토포어베크는 쾨니히스베르크의 포를 제거하여 철도로 주요 전선으로 보냈다. 배는 키고마에 대한 벨기에군의 수상 비행기 폭격 공격 이후와 진격하는 벨기에 식민지군이 배를 점령하기 전에 7월 중순에 침몰되었다. 와미호는 나중에 인양되어 영국군에 의해 사용되었다.

## 연합군 공세, 1916년–1917년

### 대영 제국 증원군, 1916년

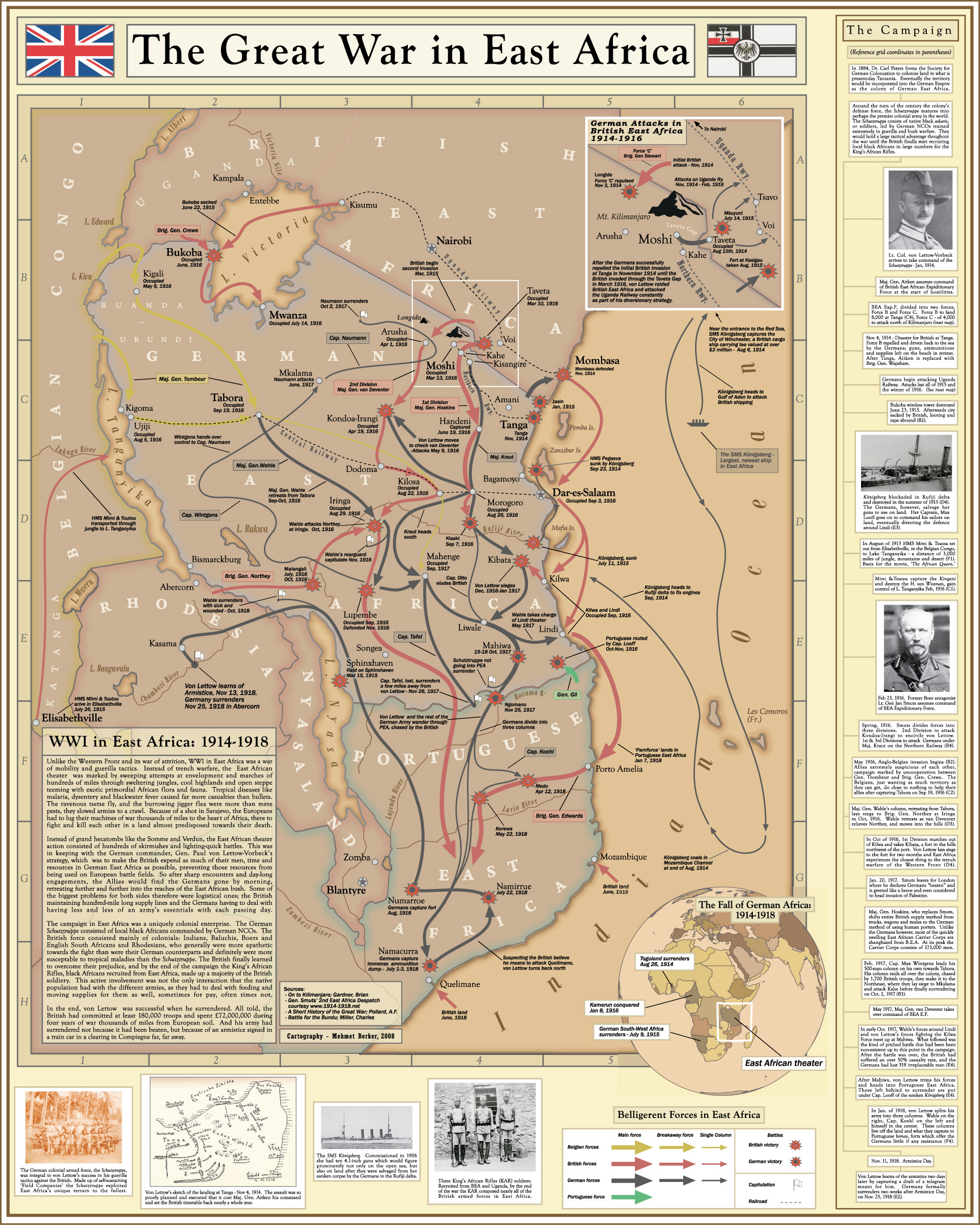

호러스 스미스도리엔 장군은 슈츠트루페를 찾아 싸우라는 명령을 받았지만, 남아프리카로 향하는 항해 중에 폐렴에 걸려 지휘를 맡지 못했다. 1916년, 얀 스뮈츠 장군은 레토포어베크를 격파하는 임무를 맡았다. 스뮈츠는 (이 지역에서는) 대규모 병력을 보유하고 있었는데, 보어인을 포함한 남아프리카인 13,000명, 영국인, 로디지아인, 인도인 및 아프리카인 병력 7,000명으로 총 73,300명이었다. 벨기에군과 더 크지만 효과적이지 못한 포르투갈 군사 부대가 모잠비크에 주둔하고 있었다. 영국 지휘 하의 대규모 운송부대는 아프리카인 운반자들로 구성되어 내륙으로 보급품을 운반했다. 이러한 노력은 연합군의 성격을 띠었음에도 불구하고, 대영 제국의 남아프리카 작전이었다. 전년도에 레토포어베크도 인력을 보충하여 그의 군대는 이제 13,800명으로 증가했다.
스뮈츠는 여러 방향에서 공격했는데, 주 공격은 북쪽의 영국령 동아프리카(케냐)에서 이루어졌고, 벨기에령 콩고의 상당한 병력은 서쪽에서 두 개 열로 진격하여 영국 수송선 SS Rusinga와 SS Usoga를 타고 빅토리아 호수를 건너 리프트 밸리로 들어갔다. 또 다른 파견대는 남동쪽에서 니아사 호수(말라위호)를 건너 진격했다. 이 모든 병력은 레토포어베크를 포획하지 못했고, 행군 중 질병으로 고통받았다. 9월 남아프리카 보병대는 2월에 1,135명으로 시작했지만, 10월에는 병력이 거의 싸우지 않고도 116명의 건강한 병력으로 줄어들었다. 독일군은 거의 항상 더 큰 영국 병력 집결지에서 후퇴했으며, 1916년 9월까지 다르에스살람 해안에서 우지지까지 이르는 독일 중앙 철도는 완전히 영국 통제하에 놓였다.
레토포어베크가 독일령 동아프리카 남부 지역에 갇히자, 스뮈츠는 남아프리카, 로디지아, 인도 병력을 철수시키고 대신 아프리카 왕립 소총대(KAR)의 아스카리로 교체하기 시작했는데, 이들은 1918년 11월까지 35,424명에 달했다. 1917년 초까지 전역에 주둔한 영국군의 절반 이상이 아프리카인으로 구성되었고, 전쟁이 끝날 무렵에는 거의 전부 아프리카인이었다. 스뮈츠는 1917년 1월에 런던의 제국 전쟁 내각에 합류하기 위해 이 지역을 떠났다.

### 벨기에 공세, 1916년–17년
영국군은 1915년 말부터 1916년 초까지 벨기에 보급품과 장비를 키부 (벨기에령 콩고 동부)로 운반하기 위해 120,000명의 운반자를 징집했다. 콩고의 통신선은   260,000명c.의 운반자를 필요로 했지만, 벨기에 정부는 이들이 독일령 동아프리카로 건너가는 것을 금지했다. 벨기에군은 현지에서 식량을 조달해야 했다. 민간인 약탈, 식량 재고 손실, 기근 위험을 피하기 위해, 이미 많은 농부들이 징집되어 땅을 떠났기 때문에 영국은 1916년 4월 므바라라에 우간다 민간인들로 구성된 7,238명의 운반자를 모아 동인도 수송대 (카르벨)의 콩고 운반대 부서를 설치했다. 콩고 공안군은 샤를 톰베르 장군, 필리프 몰리토르 대령, 프레데리크발데마르 올센 대령의 지휘 아래 1916년 4월 18일에 작전을 시작하여 5월 6일에 르완다의 키갈리를 점령했다.
부룬디의 독일 아스카리는 콩고 공안군의 수적 우세에 의해 후퇴할 수밖에 없었고, 6월 17일까지 부룬디와 르완다는 점령되었다. 콩고 공안군과 영국 호수군은 그 후 독일령 동아프리카 중부의 행정 중심지인 타보라를 점령하기 위한 공세를 시작했다. 세 개의 부대가 비하람루로, 므완자, 카레마, 키고마, 우지지를 점령했다. 9월 19일 타보라 전투에서 독일군은 패배하고 마을은 점령되었다. 행군 중 카르벨은 두 명의 의사와 충분한 의료 물품이 있었음에도 불구하고 1,191명의 운반자가 사망하거나 실종되어 1대 7의 비율을 기록했다. 전후 협상에서 벨기에가 독일 영토에 대한 주장을 제기하는 것을 막기 위해 스뮈츠는 벨기에군에게 콩고로 돌아가라고 명령하여 르완다와 부룬디에만 점령군으로 남게 했다. 영국은 1917년에 벨기에군을 다시 불러들일 수밖에 없었고, 두 동맹국은 작전 계획을 조율했다.

### 영국 공세, 1917년
이전에 제1 동아프리카 사단장이었던 아서 호스킨스 소장(KAR)이 작전 지휘를 맡았다. 통신선 재정비에 4개월을 보낸 후 그는 남아프리카 야코프 판 데벤터 소장으로 교체되었다. 데벤터는 1917년 7월에 공세를 시작했고, 초가을까지 독일군을 남쪽으로 100 마일%s 밀어냈다. 1917년 10월 15일–19일, 레토포어베크는 마히와 전투에서 큰 희생을 치르는 전투를 벌였고, 독일군 사상자 519명과 나이지리아 여단에서 영국군 사상자 2,700명이 발생했다. 전투 소식이 독일에 전해진 후, 레토포어베크는 소장으로 진급했다.

## 독일 공세, 1917년–18년

### 포르투갈령 모잠비크

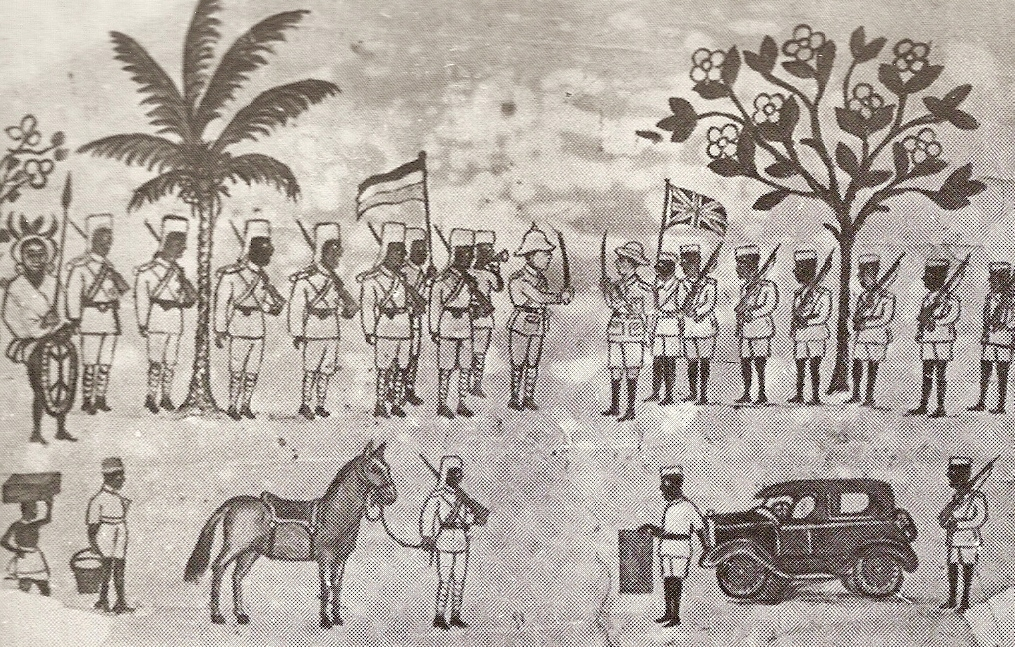

영국군은 슈츠트루페를 남쪽으로 몰아붙였고, 11월 23일 레토포어베크는 포르투갈 수비대에서 보급품을 약탈하기 위해 모잠비크로 넘어갔다. 레토포어베크는 행군 중 자신의 병력을 세 그룹으로 나누었다. 타펠 대위가 지휘하는 1,000명의 분견대는 식량과 탄약이 바닥나 모잠비크에 도착하기 전에 항복할 수밖에 없었다. 레토와 타펠은 그들이 단 하루 행군 거리밖에 떨어져 있지 않다는 사실을 몰랐다. 독일군은 응고마노 전투에서 포르투갈 수비대를 격파한 다음, 9개월 동안 병사, 운반병, 부인, 아이들로 이루어진 행렬을 따라 모잠비크를 통과했지만, 전력을 크게 증강할 수는 없었다. 모잠비크에서 슈츠트루페는 활동을 유지할 수 있도록 하는 여러 중요한 승리를 거두었지만, 리오마 전투와 페레 언덕 전투에서 거의 전멸할 뻔했다.

### 북로디지아
독일군은 독일령 동아프리카로 돌아와 1918년 8월 로디지아로 넘어갔다. 10월 초부터 얻을 수 있는 소식은 점점 더 나빠졌다. 힌덴부르크가 사망했다는 소문과 연합군이 독일에 휴전을 강요하려 한다는 소문이 돌면서 독일군의 사기는 급락했고 운반병들의 탈영이 증가했다. 11월 9일 독일군은 카사마에 도착했고, 그곳의 지역 책임자인 헥터 크로드는 독일군이 접근한다는 소식을 듣고 마을을 비우고 탄약을 모두 치웠다. 독일군은 크로드를 추격했는데, 그는 참베지강 반대편 고무 공장에 보급품을 보관하고 있었다. 독일군은 11월 12일 고무 공장에 대한 정찰 공격을 시작했고, 이때 레토포어베크와 그의 부대가 도착했다. 독일군은 4시간의 교전 끝에 공장을 점령했고 영국군은 서쪽으로 흩어졌다. 영국 파견병이 독일군에게 잡혀 1918년 11월 11일 휴전 협정 소식을 전했다. 이 정보는 고무 공장에 대한 또 다른 공격을 막기에 충분한 시간 안에 도착했고, 크로드는 레토포어베크를 만났다. 레토포어베크는 독일이 전쟁에서 졌다는 사실을 믿기 어려웠고, 카이저가 네덜란드로 도피하여 독일이 공화국이 되었다는 사실을 받아들일 수 없었다.

#### 독일의 항복
휴전 조건은 독일군에게 큰 충격이었지만, 1918년 11월 25일 오전 11시에 레토포어베크는 유럽에서 휴전이 체결된 지 2주 후에 애버콘에서 영국군에게 항복을 제안했다. 윌리엄 에드워즈 준장, 레토포어베크, 발터 스팡엔부르크, 앤더슨 대위가 참석했으며, 에드워즈는 레토포어베크의 검을 받지 않았다. 독일령 동아프리카 총독 하인리히 슈네는 독일이 식민지에 대한 주장을 포기한다는 의미로 항복 문서에 서명하지 않았다. 휴전 협정 17조는 동아프리카에서 독일군을 철수하도록 요구했지만, 전쟁부는 이를 무조건적인 항복과 무장 해제가 필요하다고 해석했으며, 이는 "단호함과 허세의 적절한 조합"으로 수행되었다. 레토포어베크는 수상한 낌새를 챘지만 베를린과 확인할 수 없었고 항의하며 양보했다. 이 전역은 영국에 2007년 가격으로   120억 파운드c.의 비용을 초래했다.

## 여파

### 분석

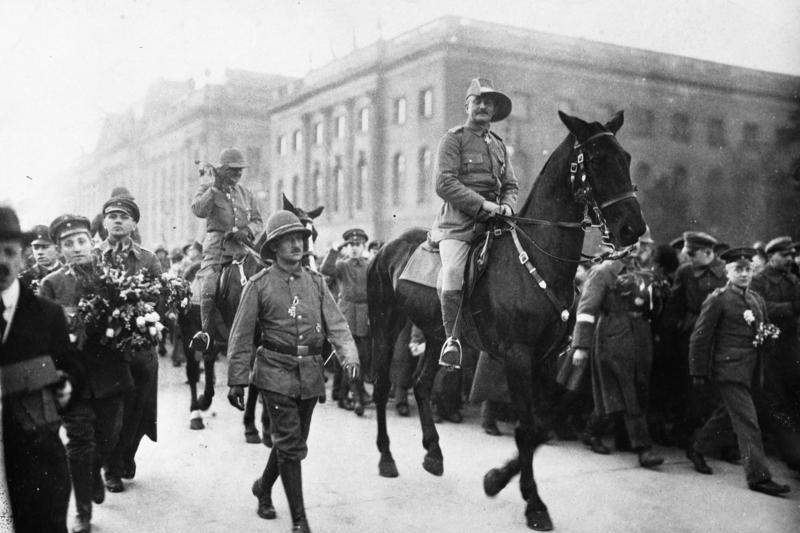
레토포어베크 장군이 1919년 베를린에서 승리 퍼레이드를 이끌고 있다.

거의 40만 명의 연합군 병사, 선원, 상선 승무원, 건설업자, 관료, 지원 인력이 동아프리카 전역에 참여했다. 이들은 60만 명의 아프리카 운반병들의 지원을 받았다. 연합군은 레토포어베크와 그의 소규모 병력을 추격하는 데 거의 100만 명의 인력을 동원했다. 레토포어베크는 고립되어 승리할 희망이 없었다. 그의 전략은 가능한 한 많은 영국군을 그의 추격에 묶어두고 영국군이 그에게 대항하여 가장 많은 인력, 선박, 보급품을 소모하도록 하는 것이었다. 그의 병력을 상대로 20만 명 이상의 인도 및 남아프리카 병력을 분산시키고 그 여파로 독일령 동아프리카에 주둔했지만, 1916년 이후에는 유럽 전역에서 더 이상 연합군 병력을 분산시킬 수 없었다. 일부 선박이 아프리카 전역으로 전환되었지만, 연합군 해군에 큰 어려움을 주지는 못했다.
제1차 세계 대전 종전 직후, 동아프리카 전역에 대한 서술은 신화화되고 왜곡되는 대상이 되었다. 귀국하자마자, 슈츠트루페 참전용사들, 특히 레토포어베크는 "현장에서 패배의 현실을 받아들이기를 거부한" 독일인들에게 "영웅"으로 대우받았다. 레토포어베크는 자신의 부대가 패배하지 않았다는 서술을 지지했다. 항복할 때 그는 자신의 부대가 갈등이 끝날 때까지 현장에 남아 있었다는 기록을 포함하여 여러 조건으로 항복 문서에 서명할 것을 주장했다. 실제로는 그는 항의했음에도 불구하고 무조건 항복에 동의했다. 1919년 3월, 레토포어베크가 이끄는 슈츠트루페 참전용사들은 그들의 명예를 기리기 위해 장식된 브란덴부르크 문을 통해 열대 군복을 입고 승리 퍼레이드를 벌였다. 그와 그의 병사들은 퍼레이드 중과 그 후 독일인들에게 찬사를 받았다. 레토포어베크는 일련의 공공 훈장을 받았으며, 많은 인물들이 레토포어베크의 패배하지 않은 지위와 독일의 전쟁 패배를 대조했다. 많은 우익 및 보수 관리들은 레토포어베크의 부대를 희망적인 상징이자 전후 위기의 책임이 군대가 아닌 민간인에게 있다는 증거로 보았다. 독일 식민지 및 군사 문헌과 국가사회주의 독일 노동자당은 레토포어베크가 "현장에서 패배하지 않았다"(Im Feld unbesiegt!)는 견해를 더 큰 배후중상설의 일부로 밀어붙였다. 독일에서 레토포어베크와 동아프리카 전역은 노래와 미화의 대상이 되었다. 많은 연합군 지휘관들도 동아프리카 슈츠트루페와 특히 레토포어베크에 대해 큰 존경심을 느꼈고, 이는 그들의 군사적 명성을 더욱 높였다.
레토포어베크의 작전에 대한 견해는 다양하다. 많은 현대 역사가들과 다른 연구자들은 전쟁이 끝날 때까지 동아프리카의 독일군이 패배하지 않았다고 계속 묘사해 왔다. 1990년대 이후 일부 독일 역사가들은 이러한 견해와 레토포어베크에 대한 다른 서술이 시대에 뒤떨어지고 편향되었으며 전후 전설에 기반하고 있다고 비판했다.

### 사회와 경제

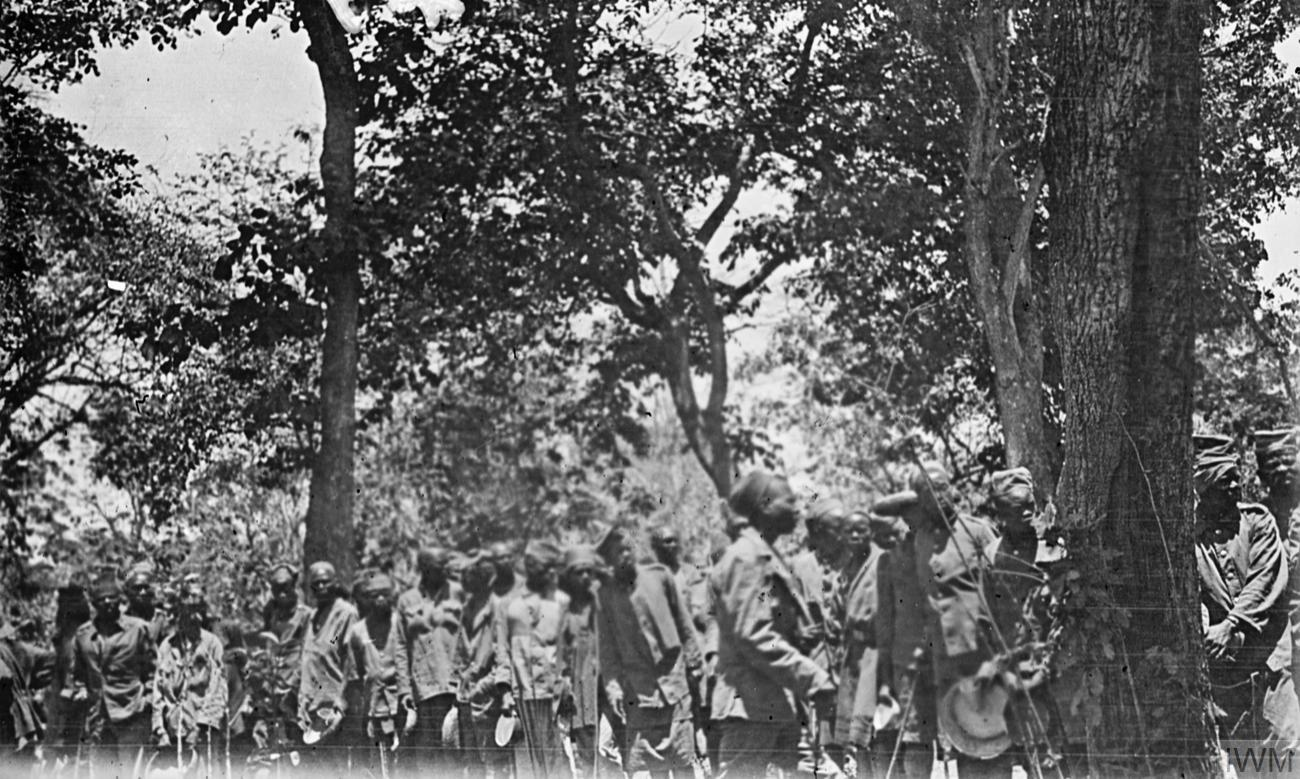

동아프리카에서의 전투는 동아프리카 보호령의 수출 붐과 백인 케냐인의 정치적 영향력 증가로 이어졌다. 1914년 케냐 경제는 쇠퇴했지만, 1915년 백인 식민지 개척자들에게 흑인 소유 토지에 대한 통제권을 부여하는 비상 법안으로 인해 수출은 335만 파운드에서 1916년 590만 파운드로 증가했다. 수출 가치 증가는 주로 원면과 차와 같은 제품 때문이었다. 경제에 대한 백인의 통제력은 1919년까지 14%에서 70%로 증가했다.
니아살랜드에서의 캠페인과 징집은 1915년 1월 침례교 목사이자 미국 교육을 받은 존 칠렘베의 칠렘베 반란 발발에 기여했다. 칠렘베는 강제 노동과 인종 차별을 포함한 식민 체제에 대한 불만에 의해 동기 부여를 받았다. 반란은 1915년 1월 23일 저녁에 칠렘베의 선동을 받은 반군이 A. L. 브루스 플랜테이션의 마고메로 본부를 공격하고 세 명의 백인 식민지 개척자를 살해하면서 발생했다. 밤새 블랜타이어의 무기고에 대한 실패한 공격이 이어졌다. 1월 24일 아침까지 식민지 당국은 식민지 민병대를 동원하고 KAR에서 정규군을 재배치했다. 1월 25일 음봄브웨에 대한 정부군의 공격이 실패한 후, 반군은 응굴루디의 기독교 선교소를 공격하고 불태웠다. 음봄브웨는 1월 26일 정부군에 의해 저항 없이 재점령되었다. 칠렘베를 포함한 많은 반군이 포르투갈령 모잠비크로 도주했지만 대부분 체포되었다. 그 여파로 약 40명의 반군이 처형되고 300명이 투옥되었다. 칠렘베는 2월 3일 국경 근처에서 경찰 순찰대에 의해 총살당했다. 반란은 지속적인 성공을 거두지는 못했지만, 일반적으로 말라위 역사의 분수령으로 언급된다.

### 사상자

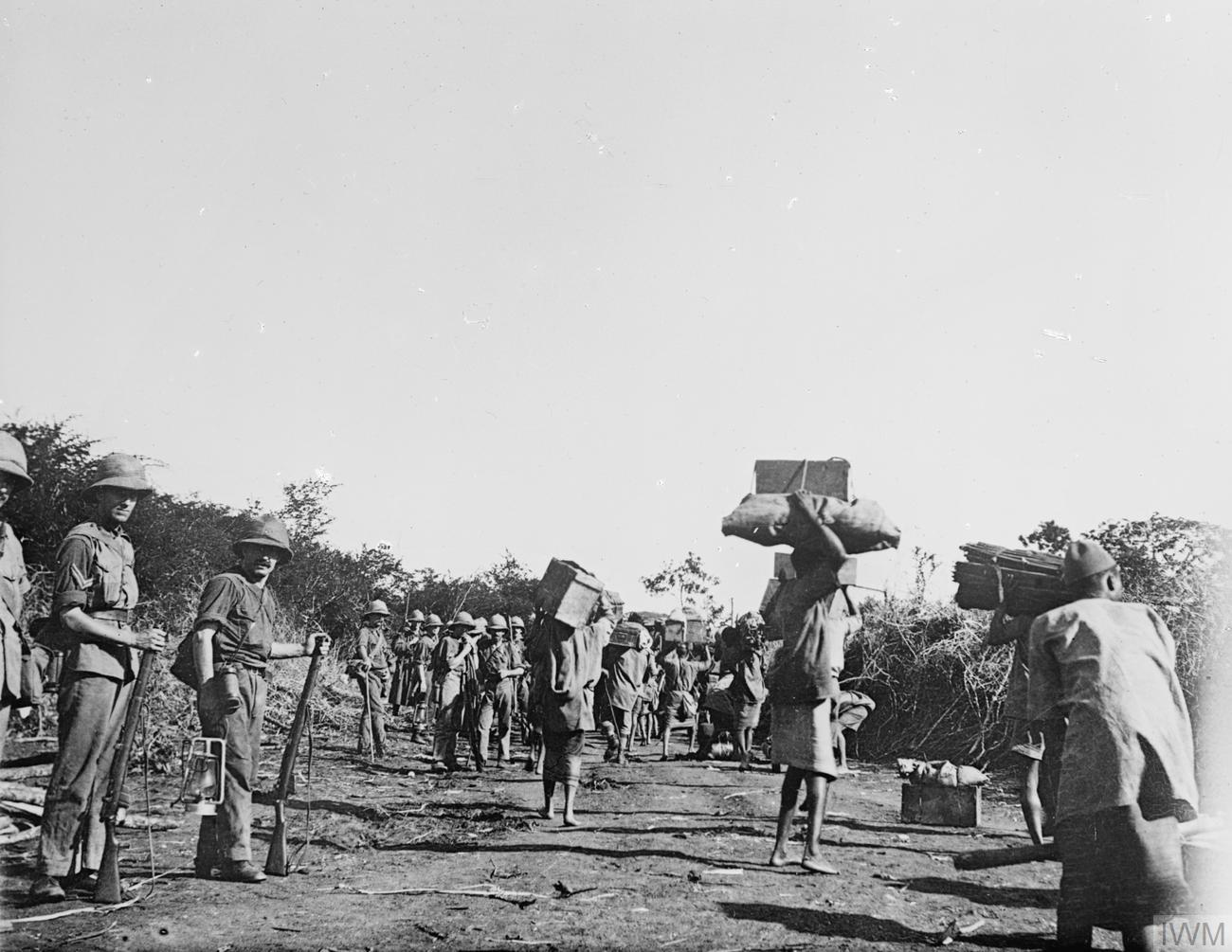

2001년, 휴 스트라찬은 동아프리카 전역에서 영국군 손실이 전투 중 사망 3,443명, 질병으로 사망 6,558명, 아프리카 운반병 사망   90,000명c.으로 추정했다. 2007년, 페이스는 동아프리카 전역에서 영국군 사상자가   22,000명c.에 달하며, 그 중 11,189명이 사망하여 전역에 참가한 126,972명 병력의 9%를 차지했다고 기록했다. 1917년까지   1,000,000명c.의 아프리카인이 운반병으로 징집되면서 많은 지역의 인구가 감소했으며,   95,000명c.의 운반병이 사망했는데, 그 중 동아프리카 운반병 부대의 20퍼센트가 포함되었다. 사망한 운반병 중 45,000명이 케냐인이었으며, 이는 남성 인구의 13퍼센트에 해당했다. 이 전역은 영국에 7천만 파운드의 비용을 초래했으며, 이는 1914년에 책정된 전쟁 예산과 거의 일치했다. 식민지부의 한 관리는 동아프리카 전역이 스캔들이 되지 않은 것은 "...가장 많이 고통받은 사람들이 운반병들이었기 때문이며, 결국 누가 원주민 운반병들을 신경 썼겠는가?"라고 썼다. 벨기에의 5,000명 사상자 기록에는 전투 중 사망하거나 질병으로 사망한 2,620명의 병사가 포함되지만, 15,650명의 운반병 사망자는 제외된다. 아프리카에서 포르투갈군 사상자는 사망한 병사 5,533명, 실종되거나 포로로 잡힌 병사 5,640명 및 알 수 없지만 상당한 수의 부상자가 있었다.

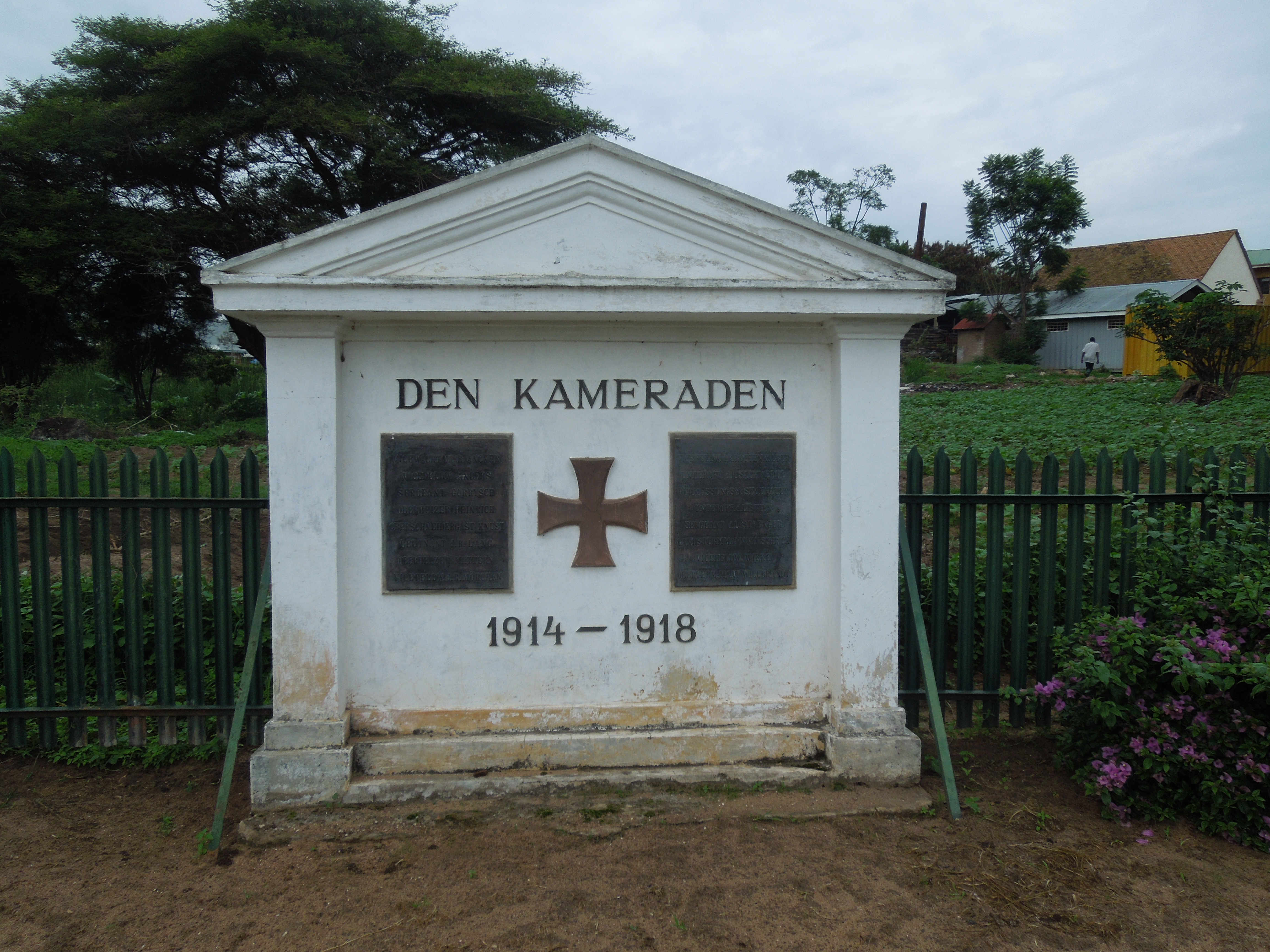

독일 식민지에서는 징집된 인원이나 사상자 수에 대한 기록이 보관되지 않았지만, 독일 공식 역사서 《세계 대전》에서 루드비히 보엘(1951)은 "부과금, 운반병, 소년병(원문 그대로)의 손실에 대해서는 상세한 질병 기록이 없어서 전체적인 수를 집계할 수 없었다"고 썼다. 페이스는 1989년 추정치에 따르면 35만 명의 사상자와 7명 중 1명의 사망률이 있었다고 기록했다. 운반병들은 거의 보수를 받지 못했고, 민간인으로부터 식량과 가축이 징발되었다. 그로 인한 식량 부족과 1917년의 가뭄으로 인한 기근은 독일령 동아프리카에서 추가로 30만 명의 민간인 사망을 초래했다. 영국령 동아프리카에서 농업 노동력 징집과 1917-1918년 가뭄 실패는 기근으로 이어졌고, 9월에는 1918년 독감 대유행이 사하라 이남 아프리카에 도달했다. 케냐와 우간다에서는 16만-20만 명이 사망했고, 남아프리카에서는 25만-35만 명이 사망했으며, 독일령 동아프리카에서는 인구의 10-20%가 기근과 질병으로 사망했다. 사하라 이남 아프리카 전체에서는 독감 유행으로 150만-200만 명이 사망했다. 전반적으로 독일의 전쟁 수행은 동아프리카에서 최소 35만 명의 민간인 사망을 직접적으로 초래했다. 레토포어베크를 포함한 대부분의 독일 식민지 병사 및 장교는 이러한 손실에 대해 후회하는 표현을 하지 않았다.

## 같이 보기
- 아다 슈네

## 내용주
1. ↑  유럽인 200명과 아스카리 2,500명.[4]
2. ↑  유럽인 3,000명과 아스카리 15,000명.[5]
3. ↑  유럽인 115명과 아스카리 1,168명.[5]
4. ↑  유럽인 5,000명과 아스카리 17,000명.[6]
5. ↑  독일군에 복무한 비정규군의 정확한 수는 알려져 있지 않다. 영국 전쟁부는 12,000명으로 추정했다. 독일군에 복무한 루가루가의 수는 그들이 적절하다고 판단할 때 싸우거나 떠나거나 탈영했기 때문에 크게 변동하는 경향이 있었다.[8]
6. ↑  클로드펠터에 따르면, 여기에는 아스카리 1,290명과 독일군 739명(장교 100명)이 포함된다. 또한 874명의 독일군이 부상당했으며, 이 중에는 포로로 잡힌 사람들도 포함된다.[6]
7. ↑  클로드펠터에 따르면, 아스카리 2,487명과 독일군 2명.[12]
8. ↑  클로드펠터에 따르면, 독일군 2,847명과 아스카리 4,275명.[6]
9. ↑  전쟁 관련 원인으로 사망한 아프리카 민간인의 비율은 케냐 30,000명, 탄자니아 100,000명, 모잠비크 50,000명, 르완다 15,000명, 부룬디 20,000명, 벨기에령 콩고 150,000명이다.[13]
10. ↑  이 배는 지금도 탄자니아 국기 아래 호수에서 리엠바호로 운항 중이다.[41]
11. ↑  동아프리카의 연합군은 거의 전적으로 남아프리카, 인도 및 기타 식민지 병력으로 구성되었다. 흑인 남아프리카 병력은 정책상 유럽 복무에 고려되지 않았으며, 모든 인도 부대는 1915년 말까지 서부 전선에서 철수되었다.
12. ↑  1917년 11월 초, 독일 해군 비행선 L.59는 동아프리카를 향해 4,200 마일[단위 변환: %s]%s을 95시간 동안 비행했지만, 도착하기 전에 독일 해군에 의해 소환되었다.[53]
13. ↑  레토포어베크 기념비는 잠비아의 그 장소를 표시한다.[58]
14. ↑  동아프리카 전역에서 연합군의 사실상 패배 주장의 초기 주요 지지자들로는 전 식민지 관리이자 역사가인 에른스트 게르하르트 야콥, NSDAP 식민지 정책국 관리인 하인츠빌헬름 바우어, 그리고 라이히스콜로니아분트의 고위 구성원인 발터 되링이 있었다.[63]
15. ↑  "이 본질적으로 패배하지 않은 독일군 작전은..."[65]
16. ↑  "실제로 1918년 휴전이 선포되었을 때 폰 레토포어베크는 패배하지 않은 채로 남아 있었다..."[66]
17. ↑  "유럽의 휴전 소식을 듣자, 그는 자신의 패배하지 않은 군대의 항복을 협상했다. 레토포어베크는..."[67]
18. ↑  "폰 레토포어베크가 공개 전투보다는 게릴라 전술에 가까운 연합군 연합군에 맞서 계속해서 성공을 거두면서 그의 군대는 1918년 전쟁이 끝날 때까지 패배하지 않은 유일한 독일군 부대가 되었다."[68]

## 참고 문헌
책
- Anderson, Ross (2004). 《The Forgotten Front: The East Africa Campaign, 1914–1918》. Stroud: Tempus. ISBN 978-0-7524-2344-9.
- Chappell, Mike (2005). 《The British Army in World War I: The Eastern Fronts》 III. Oxford: Osprey. ISBN 978-1-84176-401-6.
- Clodfelter, M. (2017). 《Warfare and Armed Conflicts: A Statistical Encyclopaedia of Casualty and other Figures, 1492–2015》 4판. Jefferson, NC: McFarland. ISBN 978-0-7864-7470-7.
- Corbett, J. S. (2009) [1938]. 《Naval Operations》. History of the Great War based on Official Documents I 2 repr. Imperial War Museum a Naval & Military Press판. London: Longmans, Green. ISBN 978-1-84342-489-5. 2018년 1월 18일에 확인함.
- Crowson, T. A. (2003). 《When Elephants Clash. A Critical Analysis of Major General Paul Emil von Lettow-Vorbeck in the East African Theatre of the Great War》. NTIS, Springfield, VA.: Storming Media. OCLC 634605194.
- Erlikman, Vadim (2004). 《Poteri narodonaseleniia v XX veke》 [Population Losses in the Twentieth Century: A Handbook]. Moscow: Russkai︠a︡ panorama. ISBN 978-5-93165-107-1.
- Farwell, Byron (1986). 《The Great War in Africa, 1914–1918》. New York: Norton. ISBN 978-0-393-02369-5.
- Farwell, B. (1989). 《The Great War in Africa, 1914–1918》. New York: W. W. Norton & Company. ISBN 978-0-393-30564-7.
- Foden, G. (2004). 《Mimi and Toutou Go Forth: The Bizarre Battle for Lake Tanganyika》. London: Penguin Books. ISBN 978-0-14-100984-1.
- Garfield, Brian (2007). 《The Meinertzhagen Mystery》. Washington, DC: Potomac Books. ISBN 978-1-59797-041-9.
- Hordern, C. (1990) [1941]. 《Military Operations East Africa: August 1914 – September 1916》 I Imperial War Museum & Battery Press판. London: HMSO. ISBN 978-0-89839-158-9.
- Holmes, Richard (2001). 《The Oxford Companion to Military History》. Oxford University Press. ISBN 978-0-19-860696-3.
- Hoyt, E. P. (1981). 《Guerilla: Colonel von Lettow-Vorbeck and Germany's East African Empire》. New York: MacMillan. ISBN 978-0-02-555210-4.
- Michels, Stefanie (2009). 《Schwarze Deutsche Kolonialsoldaten. Mehrdeutige Repräsentationsräume und früher Kosmopolitismus in Afrika》 [Black German Colonial Soldiers. Ambiguous Representational Spaces and Former Cosmopolitanism in Africa]. Histoire Transcript (Firm) (독일어). 빌레펠트: transcript Verlag. ISBN 978-3-8376-1054-3.
- Miller, C. (1974). 《Battle for the Bundu: The First World War in East Africa》. New York: MacMillan. ISBN 978-0-02-584930-3.
- Morlang, Thomas (2008). 《Askari und Fitafita. "Farbige" Söldner in den deutschen Kolonien》 [Askari and Fitafita. 'Colored' Mercenaries in the German Colonies]. Schlaglichter der Kolonialgeschichte (독일어). 베를린: Ch. Links Verlag. ISBN 978-3-86153-476-1.
- Newbolt, H. (2003) [1928]. 《History of the Great War Based on Official Documents: Naval Operations》 IV Naval & Military Press판. London: Longmans. ISBN 978-1-84342-492-5. 2016년 1월 18일에 확인함.
- Paice, E. (2009) [2007]. 《Tip and Run: The Untold Tragedy of the Great War in Africa》 Phoenix판. London: Weidenfeld & Nicolson. ISBN 978-0-7538-2349-1.
- Pesek, Michael (2014). 〈Ruga-ruga: The History of an African Profession, 1820–1918〉.   Berman, Nina; Mühlhahn, Klaus; Nganang, Patrice. 《German Colonialism Revisited: African, Asian, and Oceanic Experiences》. 앤아버: 미시간 대학교 출판부. 85–100쪽.
- Louis, Wm. Roger (1963). 《Ruanda-Urundi, 1884–1919》. Oxford: Clarendon Press. OCLC 445674.
- Sondhaus, L. (2011). 《World War One: The Global Revolution》. London: Cambridge University Press. ISBN 978-0-521-73626-8.
- 《Statistics of the Military Effort of the British Empire During the Great War 1914–1920》 online판. London: War Office. 1920. OCLC 1318955. 2016년 11월 23일에 확인함.
- Schulte-Varendorff, Uwe (2006). 《Kolonialheld für Kaiser und Führer. General Lettow-Vorbeck》. Berlin: C.H. Links. ISBN 9783861534129.
- Stone, David (2015). 《The Kaiser's Army: The German Army in World War One》. Bloomsbury Publishing. ISBN 9781844862917.
- Strachan, H. (2003) [2001]. 《The First World War: To Arms》 I pbk.판. Oxford: OUP. ISBN 978-0-19-926191-8.
- Strachan, H. (2004). 《The First World War in Africa》. Oxford: Oxford University Press. ISBN 978-0-19-925728-7.
- Tucker, Spencer (2002). 《The Great War, 1914-1918》. Routledge. ISBN 9781134817504.
- Willmott, H. P. (2003). 《First World War》. London: 돌링 킨더슬리. ISBN 978-1-4053-0029-2.

저널
- 《Annuaire statistique de la Belgique et du Congo Belge 1915–1919》 [Statistics of Belgium and the Belgian Congo Annual]. 《Annuaire Statistique de la Belgique et du Congo Belge》 (Bruxelles: Institut national de statistique for Ministère des affaires économiques). 1922. ISSN 0770-2221.
- Contey, F. (2002). 《Zeppelin Mission to East Africa》. 《Aviation History》 XIII (Weider History Group). ISSN 1076-8858.
- Nasson, Bill (2014). 《More Than Just von Lettow-Vorbeck: Sub-Saharan Africa in the First World War》. 《Geschichte und Gesellschaft》 40 (Vandenhocek & Ruprecht). doi:10.13109/gege.2014.40.2.160. ISSN 0340-613X.
- Schneck, Peter (2008). 《The New Negro from Germany》. 《American Art》 22 (The University of Chicago Press). 102–111쪽. doi:10.1086/595810. ISSN 1073-9300. S2CID 191450795.

웹사이트
- Chantrill, C. (2016년 11월 29일). “Spending / Pie Chart 1914”. 《ukpublicspending co uk》. 2016년 11월 29일에 확인함.